# Ella Gmeiner
Ella Gmeiner, verh. Ella Gmeiner-Klein (* 12. November 1874 in Kronstadt, Siebenbürgen; † 24. Dezember 1954 in Stuttgart) war eine deutsche Opernsängerin (Mezzosopran).

## Leben
Ihre Schwestern waren die bekannte Lied-Sängerin Lula Mysz-Gmeiner und die Pianistin Luise Gmeiner  (1885–1951), ihre Brüder der Bassbariton Rudolf Gmeiner (1880–1937) und der Cellist Julius Gebhard Gmeiner (1883–1918). Sie war Schülerin von Elka Gerster. Ihr Debüt gab sie 1904 am Berliner Nationaltheater. Es folgten Engagements am Weimarer Hoftheater und an der Münchner Hofoper sowie Gastspiele in Wiesbaden, Stuttgart, Köln, Amsterdam, am Royal Opera House Covent Garden in London, Amsterdam und Bukarest.
Ab 1922 widmete sie sich ausschließlich dem Konzert- und Liedgesang. Auch als Musikpädagogin und Gesangslehrerin war sie tätig.